# Breslauer Messe
Die Breslauer Messe war eine aus dem Breslauer Landmaschinenmarkt hervorgegangene Messe. Die Geschichte der Messen zu Breslau beginnt 1742 und reicht bis in unsere Zeit hinein.

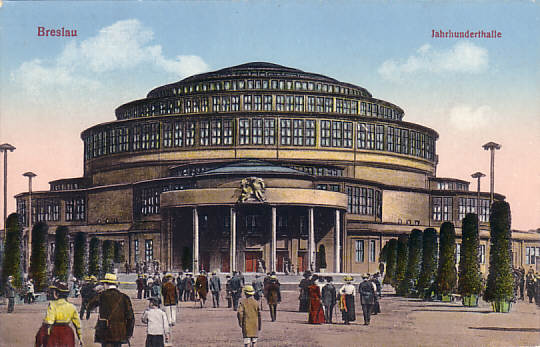
Die Breslauer Jahrhunderthalle um 1920

Das Messegelände entstand zwischen 1911 und 1913 am  Scheitniger Park in Breslau. Die erste Breslauer Messe wurde im Spätsommer 1918 eröffnet. Sie fand auf dem Gelände der Breslauer Jahrhunderthalle statt, dem Haupt-Ausstellungsgebäude. Veranstaltet wurde sie von der Breslauer Messe-Aktiengesellschaft bzw. Breslauer Messe- und Ausstellungs-Aktiengesellschaft.
Sie wurde insbesondere aus dem östlichen Ausland viel besucht. Mit der Breslauer Messe verbunden waren ein landwirtschaftlicher Maschinenmarkt und eine Baumesse.
Zur Ausstellung Breslau, 22.–26. Mai 1940, beispielsweise erschien ein Ausstellungsführer Breslauer Messe mit Landmaschinenmarkt, Bäuerliche Ausstellung, Lehrschauen des Reichsnährstandes, Landestierschau der Breslauer Messe- und Ausstellungs-Aktien-Gesellschaft.
Die Breslauer Messe-Zeitung war das Organ der Breslauer Messe-Gesellschaft.